# Thomas McKie
Thomas McKie, född 1862, död 1937, var en brittisk kommendör i Frälsningsarmén och sångförfattare.
McKie föddes i England och blev frälsningsofficer 1880. Han var bland annat ledare för Frälsningsarmén i Tyskland och Australien innan han åren 1909–1912 var ledare för Frälsningsarmén i Sverige. Han arbetade också som chef för internationella krigsskolan, det vill säga officersskolan, i London.
Han ingick äktenskap med den tyska frälsningsofficeren major Marie Meidinger 1902.

## Sångertexter av McKie
- Sverige för Gud!